# Orlunda kyrka

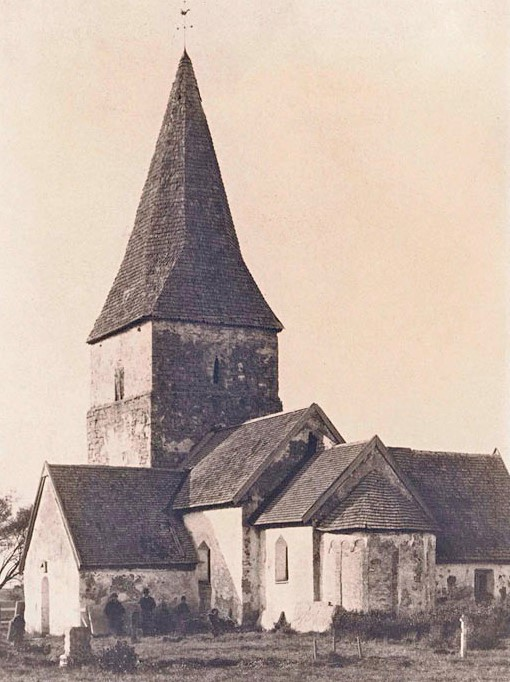
Orlunda gamla kyrka fotograferad före rivningen i april 1888. ÖLMs arkiv.

Orlunda kyrka är en kyrkobyggnad i Orlunda, Vadstena kommun. År 1890 ersattes den medeltida byggnaden av den katedralliknande kyrkan ritad av Carl Möller. Den tillhörde tidigare Orlunda församling. 

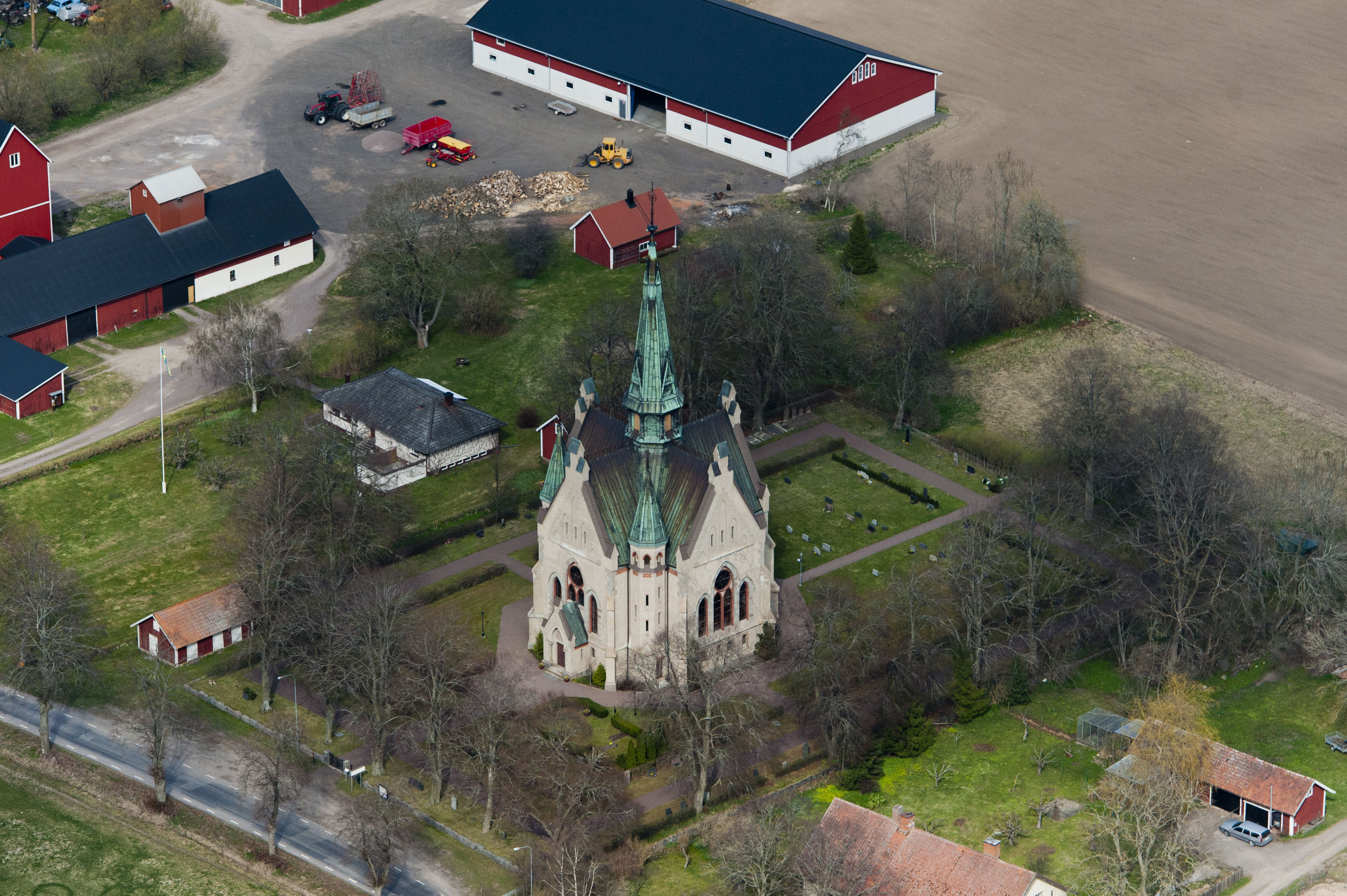
Kyrkan från ovan

## C.G. Brunius besök
C. G. Brunius besökte 1849 den gamla kyrkan och skrev i boken Konstanteckningar under en resa år 1849: 
En halv mil ifrån Vadstena togs vägen åt höger för att se Bjälbo. Här passerades Orlunda kyrka, som utgöres av ett fyrkantigt torn i väster, ett tvåkvadratiskt skepp med två korsvalv, ett enkvadratiskt kor med ett sådant och av en rundel i öster med ett hjälmvalv. Utanför skeppets södra ingång ligger ett vapenhus med ett korsvalv och å korets norra sida en sakristia med tunnvalv. Tornets nedersta avdelning, som betäcks med ett korsvalv, har en större fönsteröppning med rak spetsbåge åt väster samt en mindre med vågrät betäckning åt söder och en sådan åt norr, av vilka den större är yngre, de mindre däremot ursprungliga. Skeppets korsvalv, som vila på ensprångiga pilastrar, är ej lika stora. Av dessa korsvalv fördelas det större i åtta det mindre i fyra fält. Vapenhusets korsvalv, som saknar kantbågar, uppburna jämväl av ensprångiga pilastrar. Skeppets varje sida har en rakspetsig fönsteröppning och korets södra har jämväl en sådan. En igenmurad fönsteröppning å rundelen är rundbågig. Skeppets ingång är rundbetäckt. Tornet och rundelen ha skråkantiga socklar, men skeppet och koret sakna sådana, ehuru dessa partier är samtidiga. Alla gavelrösten är släta. Tornets översta avdelning har å varje sida en glugg och därunder en skråkantig indragning. Rundelen pryds till det yttre med sex tunna pilastrar, som i förening med mellanstående kragstenar uppbär rundbågsgesimser. Kyrkan är till alla omgivningsmurar uppförd av huggen kalksten, men vapenhuset och sakristian, som är yngre, bestå till det yttre av gråsten till det inre av tegelsten. Takvalven, vilka är senare inbyggnader, är dels slagna av kalkflis, dels av tegelsten. De fönsteröppningar, som betäcks med raka spetsbågar, är vida yngre än kyrkan. Å rundelens hjälmvalv märks spår efter målade helgonbilder. Tornets betäckning är en hög spira, som övergår från fyrkant till åttkant. De övriga partierna ha kroppåstak med undantag av rundelen, vars betäckning är halvkonisk.

## Orgel
- 1903 bygger Åkerman & Lund, Sundbybergs köping, en mekanisk orgel med roosweltlådor. Orgeln har ett gemensamt svällverk för hela orgel. Fasaden är från 1903.

| Manual I    | Manual II           | Pedal               | Koppel    |
| Borduna 16’ | Flûte Harmonique 8' | Subbas 16’ (tr)     | I/P       |
| Princial 8’ | Rörflöjt 8'         | Violoncelle 8’ (tr) | II/P      |
| Gamba 8’    | Salicional 8'       |                     | II/I      |
| Octava 4’   | Ekoflöjt 4'         |                     | I 4'/I    |
| Trumpet 8'  |                     |                     | II 16'/II |
|             |                     |                     |           |

## Bildgalleri

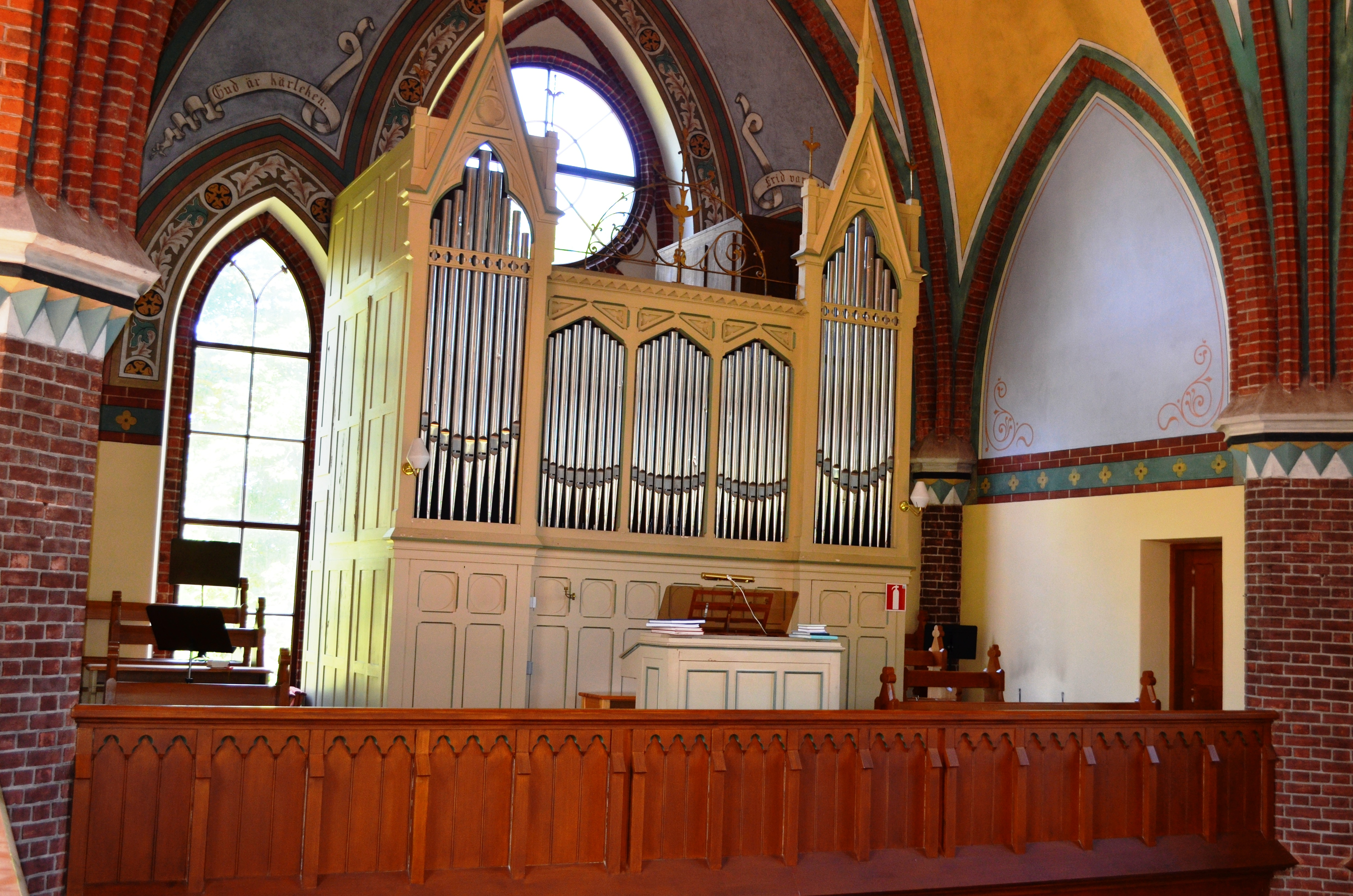
Orlunda kyrkas kyrkorgel
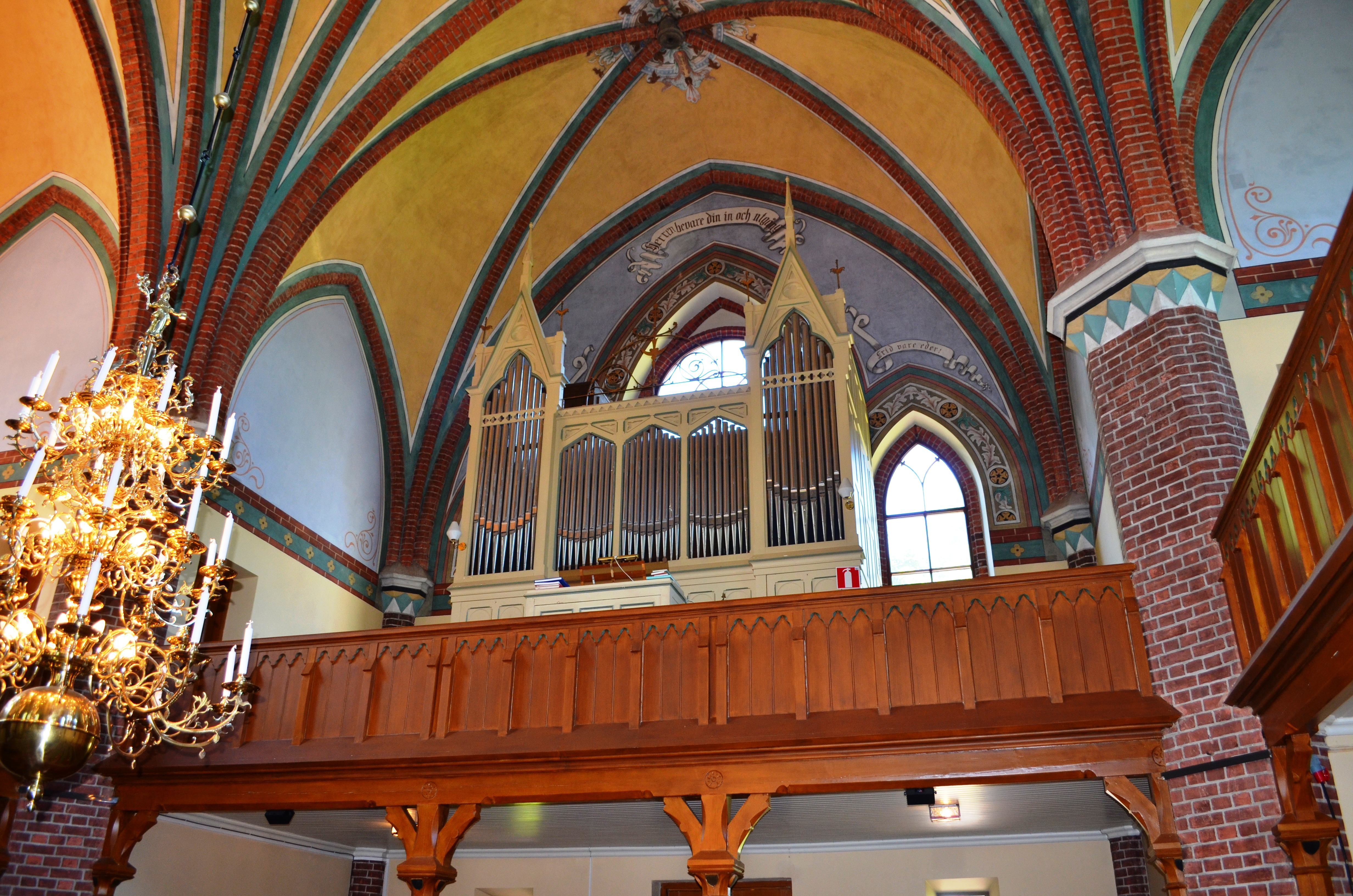
Orlunda kyrkas orgelläktare
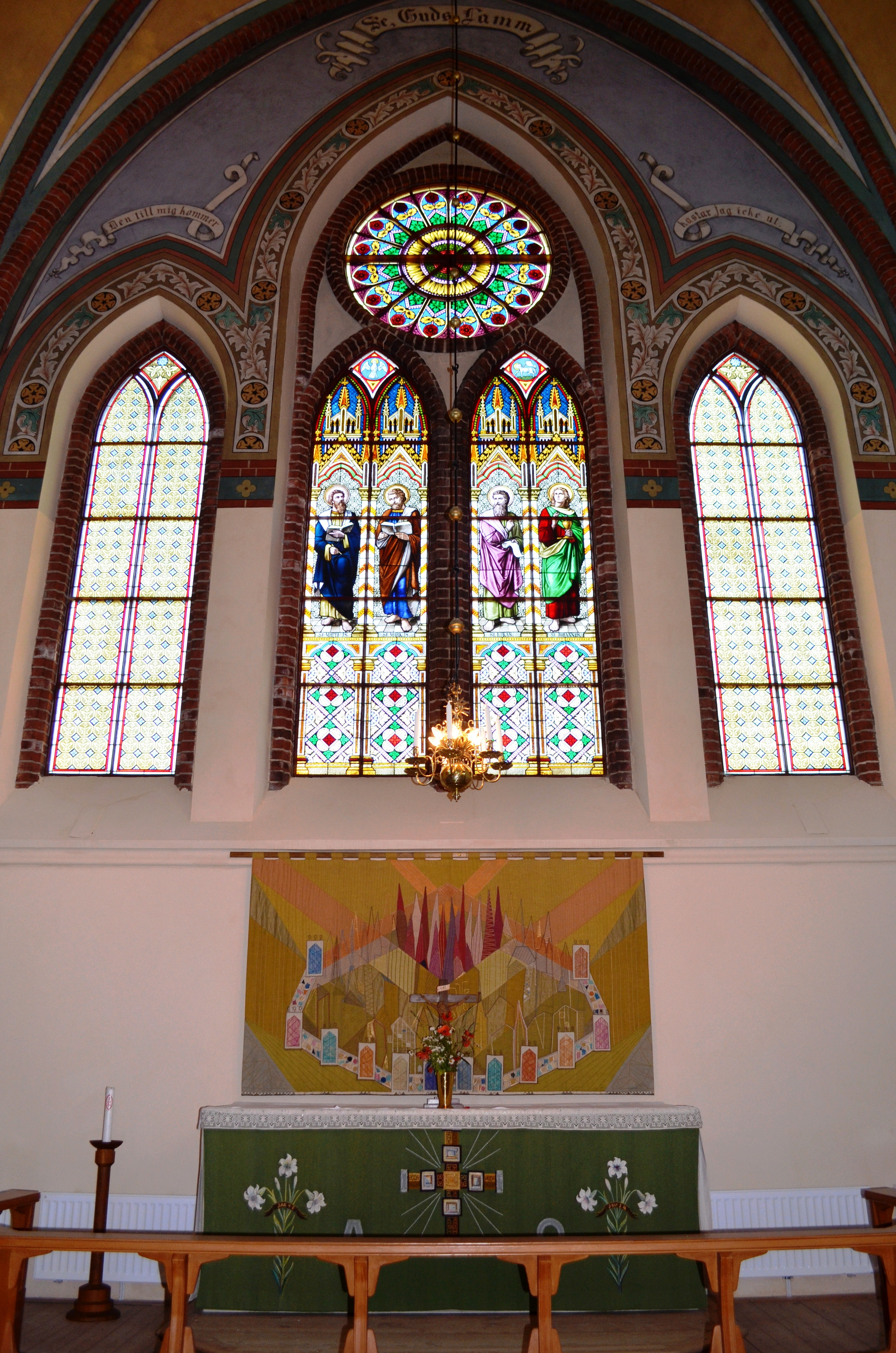
Orlunda kyrkas altare
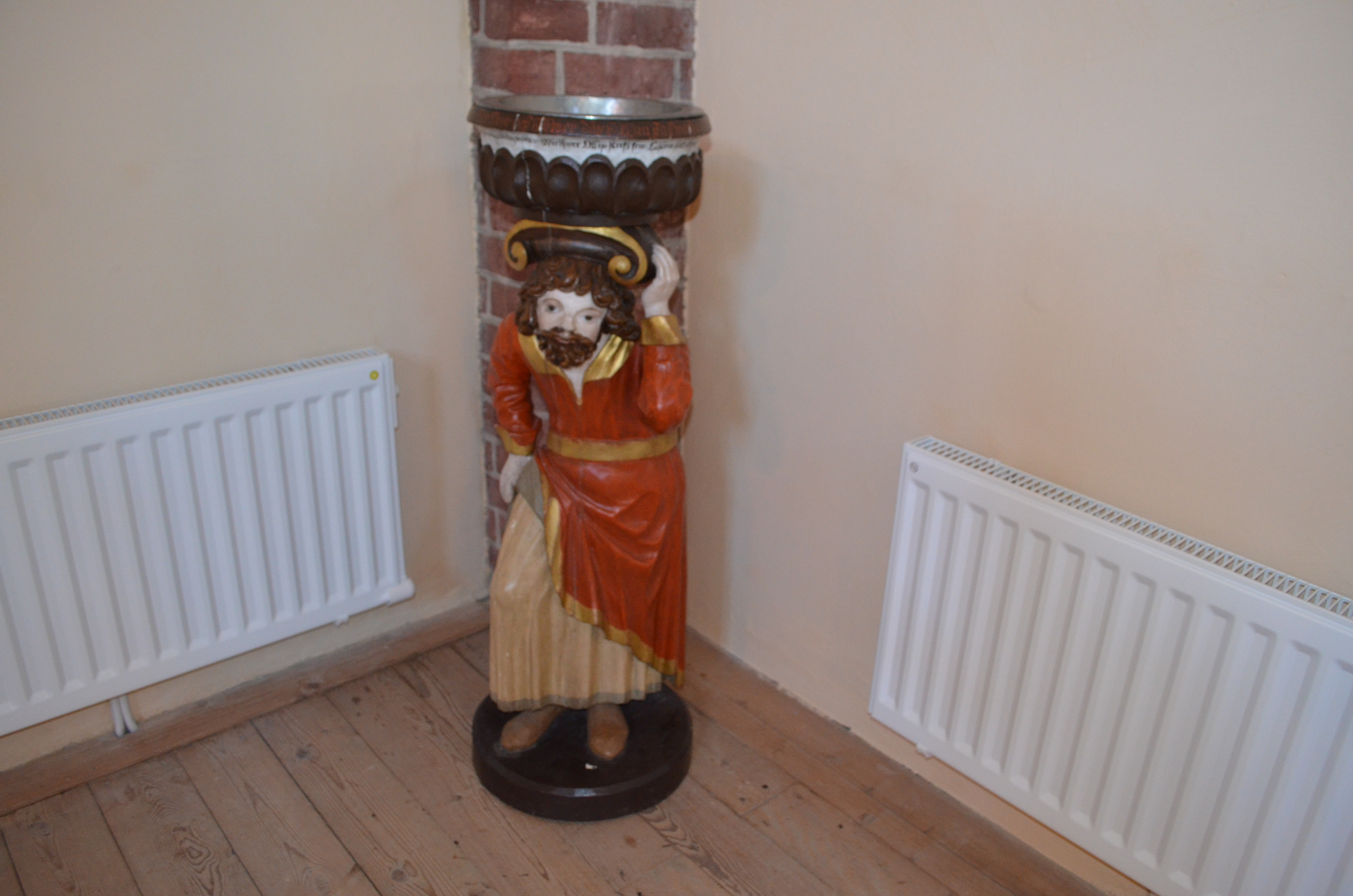
Orlunda kyrkas dopfunt
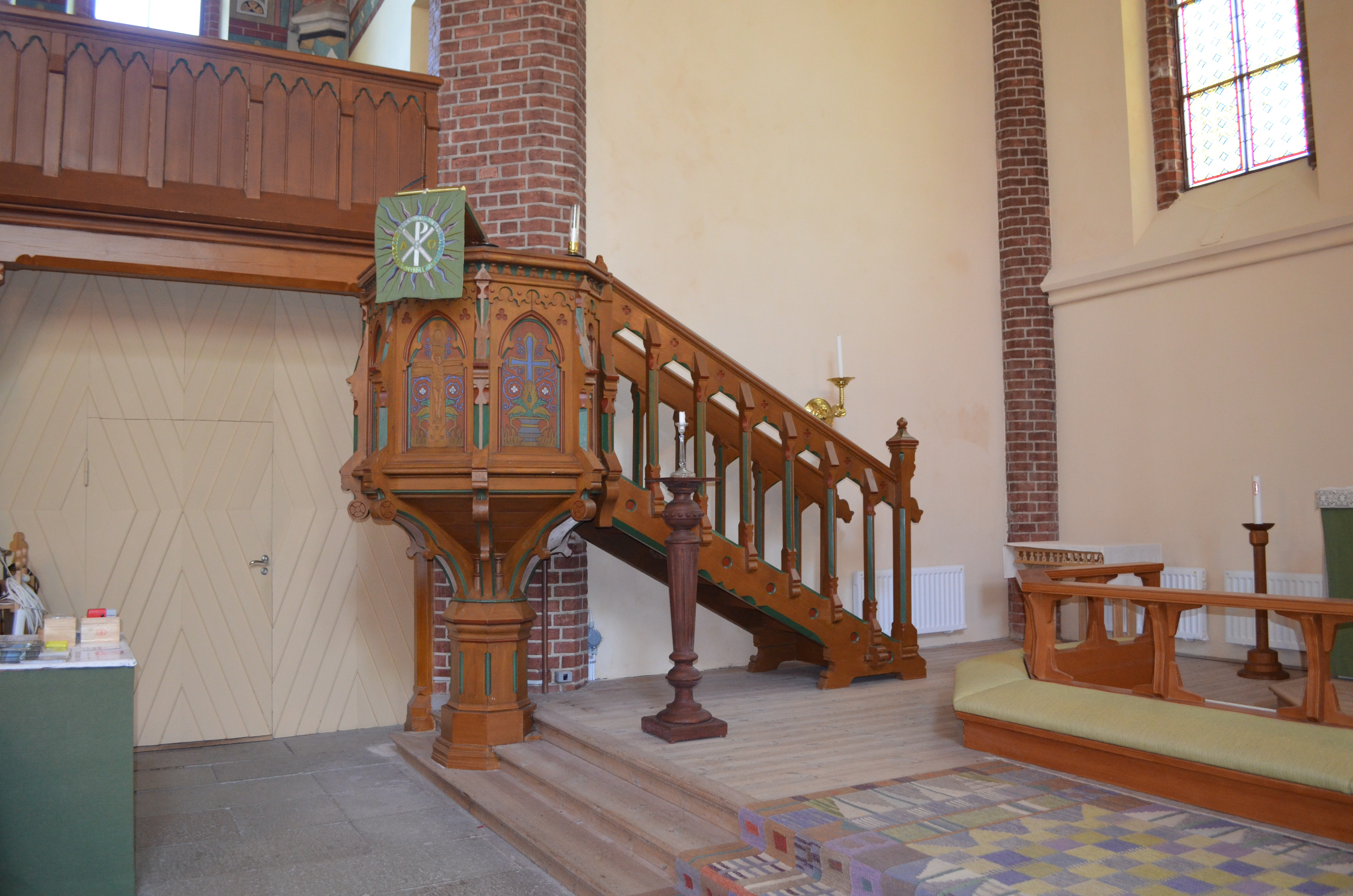
Orlunda kyrkas predikstol
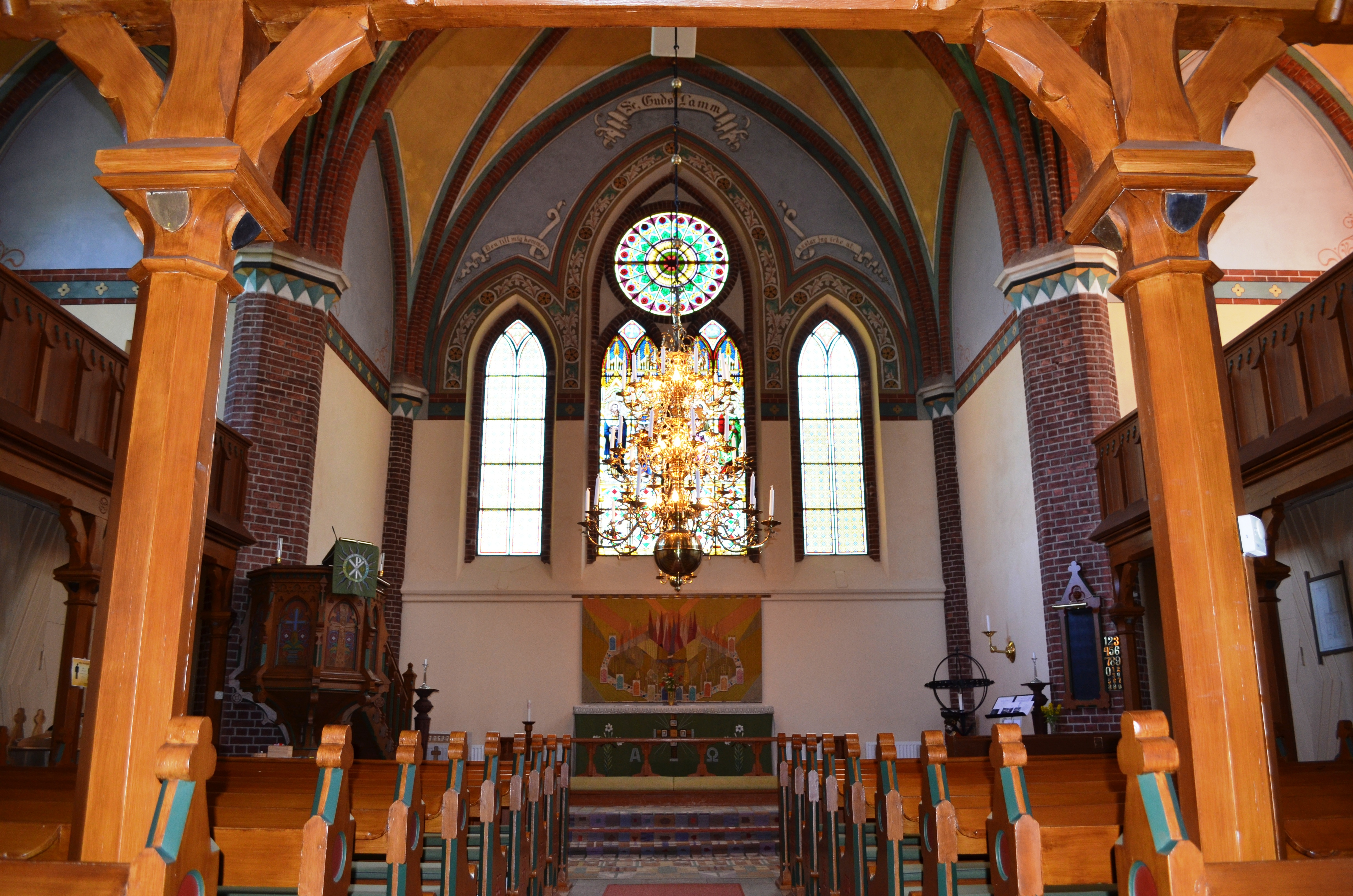
Orlunda kyrkas kyrksal